# Карлссон, Агнес
Агнес Карлссон (швед. Agnes Emilia Carlsson; род. 6 марта 1988, Венерсборг) — шведская певица. Стала известной после победы на шведском конкурсе «Идол» в 2005 году, после чего началась её карьера. С тех пор выпустила три студийных альбома. Свою международную карьеру Агнес начала в 2009 году с песней «Release me», которая была продана тиражом в 700 000 экземпляров.
Встречается со шведским артистом Винсентом Поттаре.

## Биография

### Ранние годы
Агнес начала петь в раннем возрасте. Перед большой группой людей впервые выступила ещё учась в школе. В Вэннершборге пела в хоре под названием «Voice».

### Идол 2005

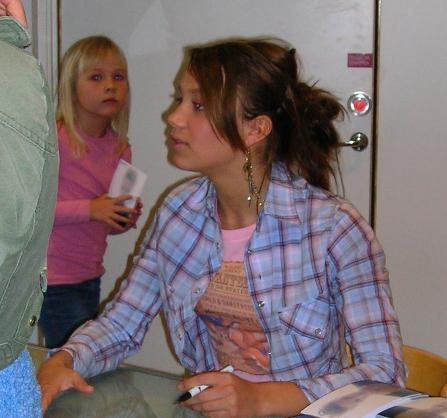
Агнес Карлссон раздаёт автографы после конкурса Идол

Весной 2005 года, будучи в семнадцатилетнем возрасте, Агнес в Гётеборге стала победителем шведского национального песенного конкурса «Идол». Первой песней, исполненной певицей на этом конкурсе, была «Varje Gång Jag Ser Dig» (со швед. — «Каждый раз, когда я тебя вижу») из репертуара Лизы Нильссон. Позже Агнес на этом же конкурсе исполнила ещё более 10 песен.

### Послеконкурсная карьера
Сразу после победы на конкурсе Агнес подписала контракт со студией Sony BMG. 7 декабря 2005 года был выпущен дебютный сингл певицы «Right Here, Right Now (My Heart Belongs to You)». Неделю спустя этот сингл занял 1-ю строчку хит-парада Швеции и сохранял этот титул в течение 6 недель. Всего «Right Here, Right Now (My Heart Belongs to You)» находился в шведском чарте 26 недель. В итоге синглу был присвоен платиновый статус за более чем 20 000 проданных экземпляров.
19 декабря 2005 года был издан дебютный альбом исполнительницы «Agnes», который в первую же неделю продаж занял 1-е место в национальном хит-параде (на вершине чарта альбом находился 2 недели подряд, общее время пребывания «Agnes» в хит-параде — 18 недель). По результатам продаж дебютный альбом Агнес получил платиновый статус (более 60 000 реализованных копий).
22 марта 2006 года, во время тура гастрольного тура певицы в поддержку «Agnes», был выпущен второй сингл в поддержку этого альбома — «Stranded». Этому синглу не удалось повторить успех своего предшественника: «Stranded» смог добраться лишь до 27-й строчки шведского хит-парада.
22 августа 2006 года в рамках телевизионного шоу «Sommarkrysset» состоялась презентация очередного сингла Агнес под названием «Kick Back Relax». 20 сентября «Kick Back Relax» был издан в качестве первого сингла из готовившегося к выпуску второго альбома певицы «Stronger». Этот сингл с ходу занял 2-е место национального хит-парада и удерживал эту позицию в течение 2 недель подряд. Второй альбом Агнес «Stronger», выпущенный 11 октября, возглавил шведский чарт (общее время пребывания в хит-параде — 11 недель). В поддержку этого альбома 22 ноября был издан второй сингл «Champion», добравшийся до 19-го места в чарте. «Agnes» и «Stronger» большей частью включают в себя песни в жанрах R&B, соул и поп.

### Международная карьера
Агнес выступала на шведском отборочном для Евровидения конкурсе «Мелодифестивален» в 2009 году, где с песней «Love Love Love» заняла восьмое место с 40 очками. Зимой 2009 года певица объявила о начале международной карьеры и выпустила песню «Release Me». Это был первый раз, когда песни Агнес стали распространяться за пределами Швеции.

### Евровидение 2013
Было объявлено, что Агнес будет выступать в интервал-акте второго полуфинала конкурса Евровидение 2013, где она спела с певцом Darin Zanyar. Также она исполнила свою знаменитую композицию Release Me.

## Музыкальные влияния и стиль
Первая песня, спетая Агнес в рамках песенного конкурса «Идол», «Varje Gång Jag Ser Dig», представляет собой соул-балладу. На этом конкурсе певица исполняла композиции различных жанров, в том числе кавер-версии таких популярных песен, как «Flashdance... What a Feeling» Айрин Кары, «I’m So Excited» The Pointer Sisters, «Young Hearts Run Free» Кэнди Стейтон и «Can’t Take My Eyes off You» Фрэнки Вэлли. В ранний период своей карьеры Агнес называла своим кумиром соул-певца Стиви Уандера. Первые два студийных альбома певицы, «Agnes» (2005) и «Stronger» (2006), преимущественно содержат композиции в жанрах R&B, соул и поп.
После того, как Агнес в 2008 году покинула Sony Music и заключила договор с шведским независимым лейблом Roxy Recordings, исполняемая певицей музыка претерпела изменения, став ориентированной на танцевальные и клубные ритмы. Певица начала сотрудничать с автором песен и музыкальным продюсером Андерсом Ханссоном, который сыграл важную роль в создании третьего альбома Агнес «Dance Love Pop» (2008). Сама певица отозвалась о процессе записи «Dance Love Pop» следующим образом:

Для меня многое изменилось, когда я начала работать над этим альбомом. Мне он действительно нравился, потому что я знала, что хочу создать нечто совершенно отличное от двух прочих альбомов. Я хотела создать быстрые песни, ориентированные на диско, и я очень хотела работать с Андерсом, потому что он был настроен в том же духе.— 
Впервые широкая аудитория смогла ознакомиться с обновлённым музыкальным стилем Агнес в тот момент, когда был выпущен первый сингл из альбома «Dance Love Pop» — «On and On».
По словам певицы, оставшись дома одна, она предпочитает включать песни Уитни Хьюстон и Бейонсе «на максимальной громкости» и подпевать.

## Дискография

### Студийные альбомы
| Agnes                                                               | - Дата выпуска: 19 декабря 2005 - Лейбл: Columbia Records - Форматы: CD, цифровое скачивание    | 1 | —  | —  | —  | —  | —   | - SWE: платиновый |
| Stronger                                                            | - Дата выпуска: 11 октября 2006 - Лейбл: Columbia Records - Форматы: CD, цифровое скачивание    | 1 | —  | —  | —  | —  | —   |                   |
| Dance Love Pop                                                      | - Дата выпуска: 29 октября 2008 - Лейбл: Roxy Recordings - Форматы: CD, цифровое скачивание     | 5 | 70 | 38 | 69 | 45 | 112 |                   |
| Veritas                                                             | - Дата выпуска: 5 сентября 2012 - Лейбл: Roxy Recordings - Форматы: CD, цифровое скачивание     | 3 | —  | —  | —  | —  | —   |                   |
| Magic Still Exists                                                  | - Дата выпуска: 22 октября 2021 - Лейбл: Universal - Форматы: цифровое скачивание, стриминг, LP | 7 | —  | —  | —  | —  | —   |                   |
| «—» обозначает, что альбом не попал в хит-парад либо не был выпущен |                                                                                                 |   |    |    |    |    |     |                   |